# Resolutie 2373 Veiligheidsraad Verenigde Naties
Resolutie 2373 van de Veiligheidsraad van de Verenigde Naties werd unaniem aangenomen op 30 augustus 2017. De door Frankrijk opgestelde tekst verlengde de UNIFIL-vredesmacht in Libanon opnieuw met een jaar.

## Standpunten

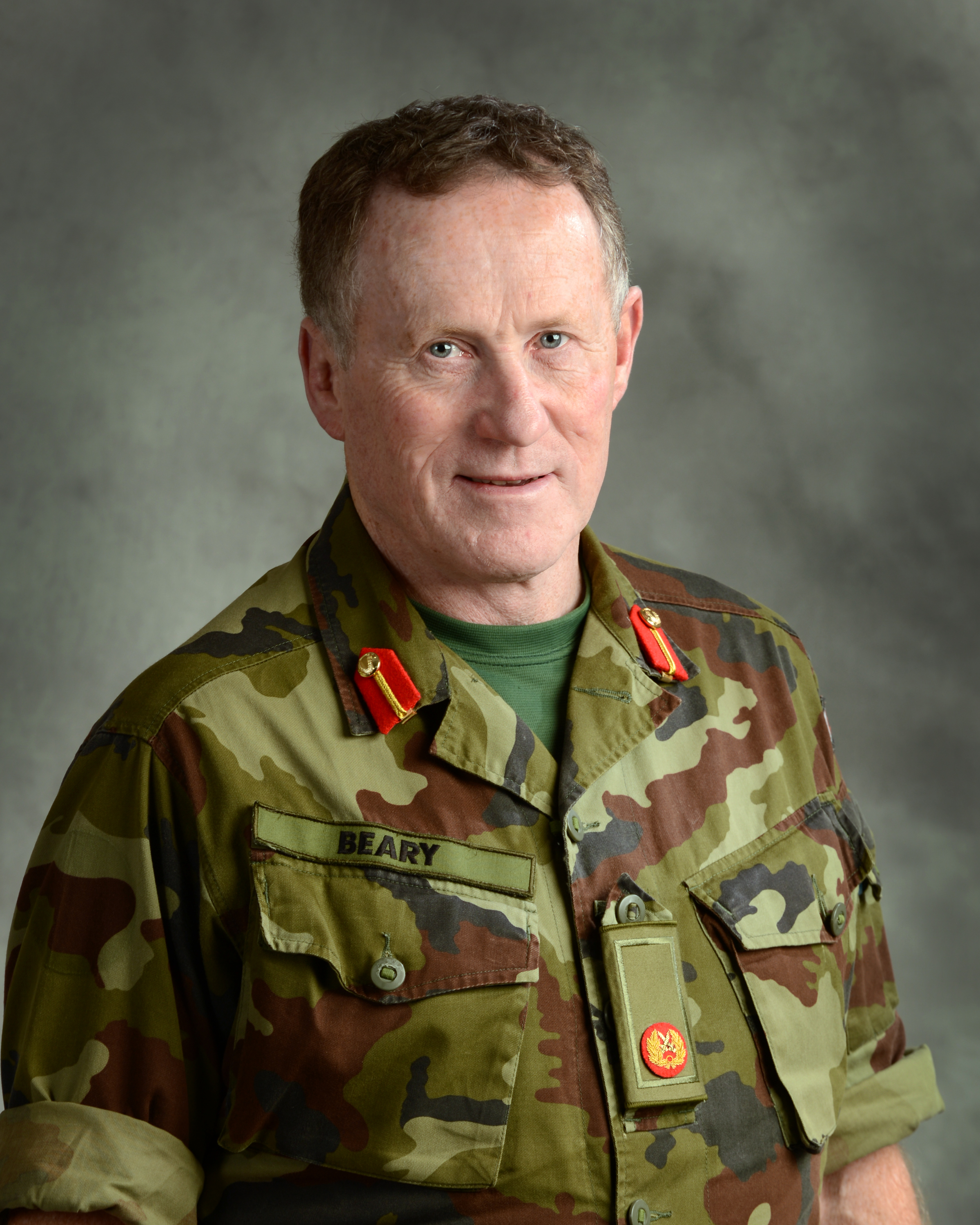
Majoor-generaal Michael Beary. Op 19 juli 2016 nam hij het bevel over UNIFIL over.

Aan de stemming waren moeilijke onderhandelingen voorafgegaan tussen Frankrijk en Italië enerzijds en de Verenigde Staten anderzijds. Beide Europese landen leverden een groot deel van UNIFIL's troepen, en wilden het mandaat ervan liever niet aanpassen.
De Franse vertegenwoordiger zei dat UNIFIL beter en meer kon doen en dat men op de hoogte was van de situatie in het zuiden van Libanon, maar de "delicate balans" aldaar niet in gevaar wilde brengen. Haar Italiaanse collega voegde daaraan toe op de hoogte te zijn van de illegale wapens, maar dat de verantwoordelijkheden van UNIFIL en die van Libanon zelf niet mochten worden verward. Ook moest de Veiligheidsraad rekening houden met de meningen van de landen die deelnamen aan een missie. Het waren immers hun mannen en vrouwen die op het terrein hun leven riskeerden.
De Amerikaanse vertegenwoordiger zei dat het Libanese Hezbollah met Iraanse hulp een wapenarsenaal aan het opbouwen was en zich voorbereidde op oorlog. Men begreep niet dat het hoofd van de missie, de Ierse majoor-generaal Michael Beary, die bedreiging niet inzag. Daarom moesten de patrouilles worden opgevoerd om Hezbollahs illegale activiteiten te verstoren, en moest men het Libanese leger helpen met het bewaken van de grens om de wapentrafiek te stoppen. De VS wilde de terreurorganisatie Hezbollah, die deel uitmaakte van de Libanese regering, harder aanpakken omdat die openlijk Israël bedreigde en de regio destabiliseerde.

## Achtergrond
Na de Israëlische inval in Zuid-Libanon eind jaren 1970 stationeerden de Verenigde Naties de tijdelijke vredesmacht UNIFIL in de streek. Die moest er de vrede handhaven tot de Libanese overheid haar gezag opnieuw kon doen gelden. In 1982 viel Israël Libanon opnieuw binnen voor een oorlog met de Palestijnse PLO. Midden 1985 begon Israël met terugtrekkingen uit het land, maar geregeld vonden nieuwe aanvallen en invasies plaats. Op 12 juli 2006 brak een oorlog uit tussen Hezbollah uit Libanon en Israël, die een maand zou duren. In 2012 dreigde de burgeroorlog in buurland Syrië over te waaien naar Libanon, dat meer dan een miljoen Syrische vluchtelingen opving. Daardoor liepen de sektarische spanningen tussen de christenen en moslims nog verder op.

## Inhoud

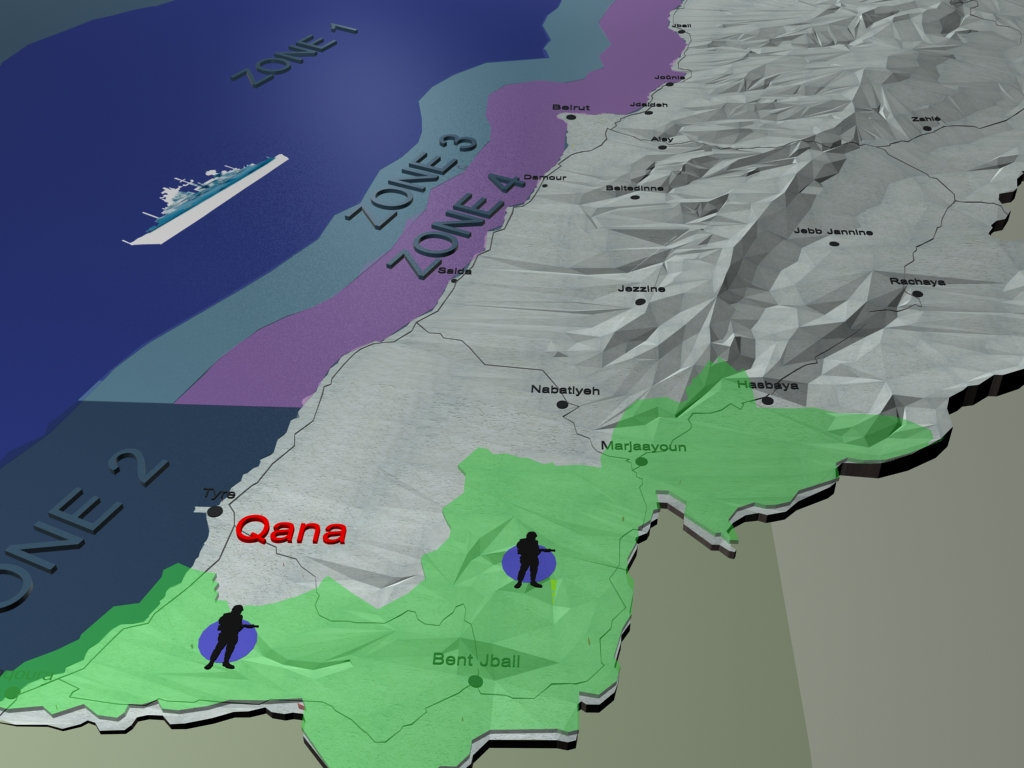
UNIFIL's operatiegebied in het zuiden van Libanon en de territoriale wateren van dat land.

In Libanon waren een nieuwe president en premier verkozen, en een regering van nationale eenheid gevormd, waardoor er weer meer politieke stabiliteit was. Ook was de kieswet aangepast, en waren parlementsverkiezingen aangekondigd. Het land had zelf gevraagd om de VN-vredesmacht aan de grens met Israël te verlengen.
Echter, tien jaar na datum werden de permanente wapenstilstand en het wapenembargo uit resolutie 1701 nog steeds niet nageleefd. Verder was het van belang dat alle partijen de demarcatielijn respecteerden. Op 20 april 2017 had Hezbollah met toestemming van de Libanese overheid een rondrit voor de media gehouden, die ten dele in UNIFIL's gebied had plaatsgevonden. Bij dit incident waren naar alle waarschijnlijkheid gewapende personen in het gebied geweest, wat in strijd was met resolutie 1701.
In het gedemarceerde gebied opereerde de VN-vredesmacht UNIFIL, om te zorgen dat er geen vijandigheden werden gepleegd vanuit het zuiden van Libanon. Het mandaat van deze missie werd verlengd tot 31 augustus 2018. UNIFIL's zichtbaarheid op het terrein moest vergroot worden, onder meer door meer te patrouilleren en inspecties te houden.
Nog in overeenstemming met resolutie 1701, moest het Libanese leger zo snel mogelijk ontplooid worden in het zuiden van het land en de territoriale wateren. De Libanese overheid was van plan een regiment en een patrouilleschip in te zetten in het gebied.
Bij Israël werd opnieuw aangedrongen om zijn leger onverwijld terug te trekken uit Noord-Ghajar, dat in feite tot Libanon behoort. Israël bleef ook vrijwel dagelijks het Libanese luchtruim schenden, ondanks protesten van UNIFIL en de Libanese overheid.
Lijst ·  2337 ·  2338 ·  2339 ·  2340 ·  2341 ·  2342 ·  2343 ·  2344 ·  2345 ·  2346 ·  2347 ·  2348 ·  2349 ·  2350 ·  2351 ·  2352 ·  2353 ·  2354 ·  2355 ·  2356 ·  2357 ·  2358 ·  2359 ·  2360 ·  2361 ·  2362 ·  2363 ·  2364 ·  2365 ·  2366 ·  2367 ·  2368 ·  2369 ·  2370 ·  2371 ·  2372 ·  2373 ·  2374 ·  2375 ·  2376 ·  2377 ·  2378 ·  2379 ·  2380 ·  2381 ·  2382 ·  2383 ·  2384 ·  2385 ·  2386 ·  2387 ·  2388 ·  2389 ·  2390 ·  2391 ·  2392 ·  2393 ·  2394 ·  2395 ·  2396 ·  2397